# Camden (Carolina del Sud)
Camden és una població dels Estats Units a l'estat de Carolina del Sud. Segons el cens del 2000 tenia 6.682 habitants.

## Demografia
Segons el cens del 2000, Camden tenia 6.682 habitants, 2.874 habitatges i 1.813 famílies. La densitat de població era de 267,4 habitants/km².
Dels 2.874 habitatges en un 24% hi vivien nens de menys de 18 anys, en un 42,6% hi vivien parelles casades, en un 16,5% dones solteres, i en un 36,9% no eren unitats familiars. En el 34,3% dels habitatges hi vivien persones soles el 18% de les quals corresponia a persones de 65 anys o més que vivien soles. El nombre mitjà de persones vivint en cada habitatge era de 2,25 i el nombre mitjà de persones que vivien en cada família era de 2,88.
Per edats la població es repartia de la següent manera: un 21,8% tenia menys de 18 anys, un 6,7% entre 18 i 24, un 24% entre 25 i 44, un 24,2% de 45 a 60 i un 23,3% 65 anys o més.
L'edat mediana era de 43 anys. Per cada 100 dones de 18 o més anys hi havia 77,6 homes.
La renda mediana per habitatge era de 36.209$ i la renda mediana per família de 53.056$. Els homes tenien una renda mediana de 37.342$ mentre que les dones 26.693$. La renda per capita de la població era de 23.037$. Entorn del 13,1% de les famílies i el 16,9% de la població estaven per davall del llindar de pobresa.

## Poblacions més properes
El següent diagrama mostra les poblacions més properes.